# Guvernul Olaf Scholz
Guvernul Olaf Scholz (în germană Kabinett Scholz) a fost cel de al 24-lea guvern al Germaniei. Este condus de Cancelarul federal Olaf Scholz și a fost compus din 3 partide care au format o coaliție semafor Partidul Social Democrat a lui Scholz, Alianța 90/Verzii și Partidul Liber Democrat.
Ca urmare a alegerilor federale din 2021, cele trei partide au ajuns la un acord de coaliție pe 24 noiembrie 2021. Scholz a fost ales cancelar de către Bundestag pe 8 decembrie 2021. Guvernul său, așa cum este stabilit prin acordul de coaliție, a fost numit oficial de Președintele Frank-Walter Steinmeier în aceeași zi.
SPD a aprobat acordul de coaliție cu 98,8% (598 voturi pentru, 7 voturi împotrivă și 3 abțineri) la convenția federală a partidului din 4 decembrie 2021. FDP a aprobat acordul de coaliție cu 92,24% (535 voturi pentru, 37 împotrivă nu și 8 abțineri) la convenția federală a partidului din 5 decembrie 2021. Verzii au aprobat acordul din 6 decembrie, cu 86% (61.174 voturi pentru, 8.275 împotrivă, iar alți 1.701 s-au abținut) din membrii de partid care au votat.
Partidul Liber Democrat (FDP) a fost membru al guvernului până pe 7 noiembrie 2024 când coaliția tripartită a picat ca urmare a demiterii de către Olaf Scholz a ministrului finanțelor de la FDP Christian Lindner. Scholz a anunțat că vizează eventuale alegeri anticipate la începutul lui 2025. Pe 16 decembrie 2024, Scholz a picat votul de încredere din partea parlamentului. În aceeași zi, a cerut președintelui Germaniei să dizolve Bundestagul; președintele are 21 de zile la dispoziție să aprobe cererea și, dacă e necesar, să convoace alegeri anticipate. Președintele Frank-Walter Steinmeier a acceptat cererea și a convocat noi alegeri pentru 23 febuarie 2025.
Coaliția dintre SPD, Verzii și FDP a fost un acord cunoscut ca „coaliție semafor”, un termen politic din Germania folosit pentru o coaliție între partidele care au ca și culoare tradițională cele 3 culori ale unui semafor, adică roșu, galben și verde. Guvernul semafor a fost primul de acest fel la nivel federal din istoria Republicii Federale Gemrania.
În 2023, o evaluare la jumătatea perioadei a implementării acordului de coaliție a constatat că, în comparație cu marea coaliție anterioară (Merkel IV), guvernul semafor a atins 38, în loc de 53% din promisiunile sale de coaliție, ceea ce este proporțional mai puțin, dar cu 174 în loc de 154 promisiuni îndeplinite; de fapt obținuse ceva mai mult în termeni absoluti. Acest lucru se aplică proiectelor majore de reformă ale guvernului, precum și proiectelor guvernamentale mai mici.

## Compoziție
Cabinetul este format din cancelarul Olaf Scholz și șaisprezece miniștri federali. Social-democrații de la SPD au opt poziții în guvern; Verzii au cinci iar liberalii de la FDP patru. Alianța 90/Verzii și FDP și-au anunțat membrii lor din guvern în perioada 24 - 25 noiembrie 2021, SPD și-a anunțat miniștrii după convenția federală a partidului pe 6 decembrie 2021.
| Ordine | Funcție                                                                                              | Portret                | Ministru                | Partid                 | Partid | A preluat funcția | A părăsit funcția               |
| ------ | --- | ---------------------- | ----------------------- | ---------------------- | ------ | ----------------- | ------------------------------- |
| 1      | Cancelarul Germaniei                                                                                 |                        | Olaf Scholz             | SPD                    |        | 8 decembrie 2021  | 6 mai 2025                      |
| 2      | Vicecancelar Ministrul Federal al Economiei și Protecției Climei                                     |                        | Robert Habeck           | Verzii                 |        | 8 decembrie 2021  | 6 mai 2025                      |
| 3      | Ministrul Federal al Finanțelor                                                                      |                        | Christian Lindner       | FDP                    |        | 8 decembrie 2021  | 7 noiembrie 2024 (demis)        |
| 3      | Ministrul Federal al Finanțelor                                                                      |                        | Jörg Kukies             | SPD                    |        | 7 noiembrie 2024  | 6 mai 2025                      |
| 4      | Ministrul Federal al Afacerilor Externe                                                              |                        | Annalena Baerbock       | Verzii                 |        | 8 decembrie 2021  | 6 mai 2025                      |
| 5      | Ministrul Federal al Afacerilor Interne                                                              |                        | Nancy Faeser            | SPD                    |        | 8 decembrie 2021  | 6 mai 2025                      |
| 6      | Ministrul Federal pentru Politici de Locuire, Dezvoltare Urbană și Construcții                       |                        | Klara Geywitz           | SPD                    |        | 8 decembrie 2021  | 6 mai 2025                      |
| 7      | Ministrul Federal al Justiției                                                                       |                        | Marco Buschmann         | FDP                    |        | 8 decembrie 2021  | 7 noiembrie 2024 (a demisionat) |
| 7      | Ministrul Federal al Justiției                                                                       |                        | Volker Wissing          | Independent (din 2024) |        | 7 noiembrie 2024  | 6 mai 2025                      |
| 8      | Ministrul Federal al Muncii și Problemelor Sociale                                                   |                        | Hubertus Heil           | SPD                    |        | 8 decembrie 2021  | 6 mai 2025                      |
| 9      | Ministrul Federal al Apărării                                                                        |                        | Christine Lambrecht     | SPD                    |        | 8 decembrie 2021  | 6 mai 2025                      |
| 10     | Ministrul Federal pentru Alimentație și Agricultură                                                  |                        | Cem Özdemir             | Verzii                 |        | 8 decembrie 2021  | 6 mai 2025                      |
| 11     | Ministrul Federal pentru Familie, Persoane Vârstnice, Femei și Tineret                               |                        | Anne Spiegel            | Verzii                 |        | 8 decembrie 2021  | 25 aprilie 2022                 |
| 11     | Ministrul Federal pentru Familie, Persoane Vârstnice, Femei și Tineret                               |                        | Lisa Paus               | Verzii                 |        | 25 aprilie 2022   | 6 mai 2025                      |
| 12     | Ministrul Federal al Sănătății                                                                       |                        | Karl Lauterbach         | SPD                    |        | 8 decembrie 2021  | 6 mai 2025                      |
| 13     | Ministrul Federal al Dezvoltării Digitale și Transporturilor                                         |                        | Volker Wissing          | FDP                    |        | 8 decembrie 2021  | 6 mai 2025                      |
| 13     | Ministrul Federal al Dezvoltării Digitale și Transporturilor                                         | Independent (din 2024) | Volker Wissing          |                        |        | 8 decembrie 2021  | 6 mai 2025                      |
| 14     | Ministrul Federal al Mediului, Protecției Naturii, Securității Nucleare și Protecției Consumatorilor |                        | Steffi Lemke            | Verzii                 |        | 8 decembrie 2021  | 6 mai 2025                      |
| 15     | Ministrul Federal al Educației și Cercetării                                                         |                        | Bettina Stark-Watzinger | FDP                    |        | 8 decembrie 2021  | 7 noiembrie 2024 (a demisionat) |
| 15     | Ministrul Federal al Educației și Cercetării                                                         |                        | Cem Özdemir             | Verzii                 |        | 7 noiembrie 2024  | 6 mai 2025                      |
| 16     | Ministrul Federal al Cooperării Economice și Dezvoltării                                             |                        | Svenja Schulze          | SPD                    |        | 8 decembrie 2021  | 6 mai 2025                      |
| 17     | Ministrul Federal pentru Misiuni Speciale (Șeful Cancelariei)                                        |                        | Wolfgang Schmidt        | SPD                    |        | 8 decembrie 2021  | 6 mai 2025                      |